# 戈拉卡德
戈拉卡德（Golaghat），是印度阿萨姆邦戈拉卡德县的一个城镇和行政中心。总人口33021（2001年）。

## 人口
该地2001年总人口33021人，其中男性17382人，女性15639人；0—6岁人口3504人，其中男1774人，女1730人；识字率81.72%，其中男性为84.43%，女性为78.70%。

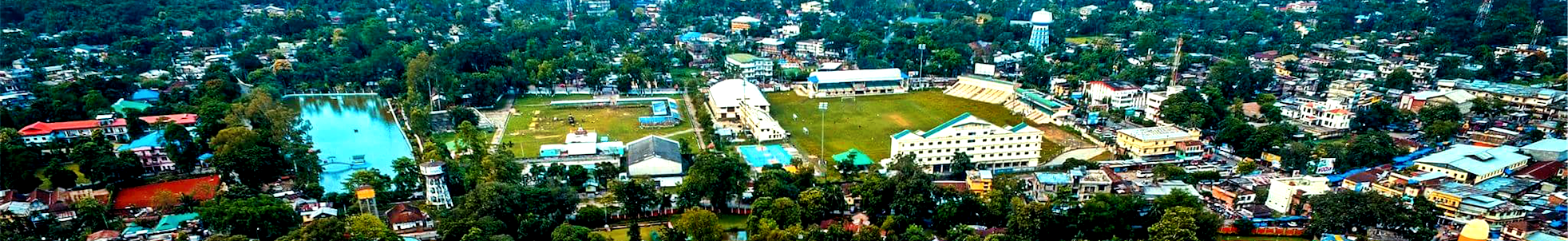
戈拉卡德市區